# Шекспир, Гилберт
Гилберт Шекспир (англ. Gilbert Shakespeare; крещён 13 октября 1566, Стратфорд-на-Эйвоне, Уорикшир, Королевство Англия — похоронен предположительно 3 февраля 1612 там же) — младший брат Уильяма Шекспира. Был галантерейщиком, некоторое время жил в Лондоне, выступал в роли агента брата-драматурга. Имя Гилберта встречается в архивах Лондона и Страдфорда.

## Биография
Гилберт Шекспир родился в 1566 году в семье Джона Шекспира, перчаточника, жившего на Хенли-стрит в Стратфорде, олдермена города с 1564 года. Исследователи допускают, что этого своего сына Джон назвал в честь Гилберта Брэдли, ещё одного перчаточника, который жил на той же улице. Гилберта крестили 13 октября 1566 года. Позже он заразился чумой, но выжил. Судя по сохранившейся подписи, Гилберт был грамотным, а значит, он мог посещать стратфордскую бесплатную школу вместе со старшим братом Уильямом. Предположительно в 1578 году отец забрал из школы обоих сыновей и дал им работу в своей мастерской. Впоследствии Гилберт перебрался в Лондон и стал галантерейщиком. Он жил в приходе Сент-Брайд. В 1597 году Шекспир был одним из поручителей за Уильяма Сэмпсона, стратфордского часовщика, в суде королевской скамьи.
20 октября 1596 года Джон Шекспир и его дети, включая Гилберта, получили право на использование герба.
Предположительно Гилберт Шекспир вернулся в Стратфорд в 1602 году. 1 мая того же года он выступил в роли агента брата Уильяма, оформив акт на 107 акров фермерской земли в Олд-Стратфорде, которые Уильям Шекспир купил у Джона и Уильяма Комбов за 320 фунтов стерлингов. Гилберт упоминается в иске от 21 ноября 1609 года, поданном Джоан Бромли, вдовой из Стратфорда, но подробности дела неизвестны. Он подписал свое имя аккуратным почерком 5 марта 1610 года как свидетель при заключении договора аренды недвижимости на Бридж-стрит в Стратфорде.
В реестре церкви Святой Троицы в Стратфорде есть запись о погребении 3 февраля 1612 года Гилберта Шекспира. Одни учёные полагают, что это был брат драматурга, умерший холостым и бездетным, другие — что речь идёт о сыне Гилберта-старшего.